# ジャラオ (潜水艦)
ジャラオ (USS Jallao, SS-368) は、アメリカ海軍の潜水艦。バラオ級潜水艦の一隻。艦名はメキシコ湾に生息するイサキ科の魚ホワイト・マーゲイトのスペイン語名に因んで命名された。

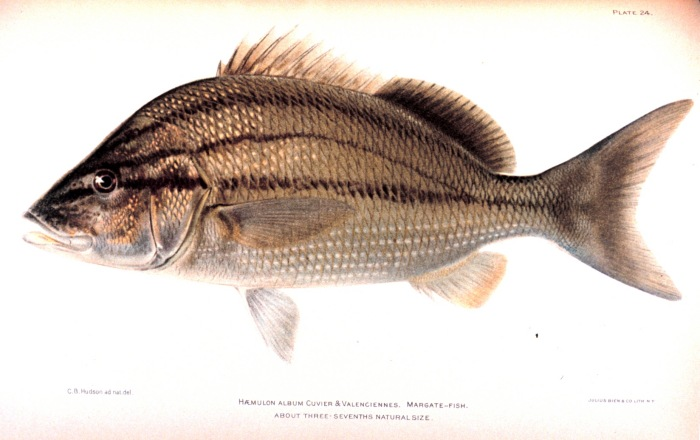
ホワイト・マーゲイト（Ronco jallao）

## 艦歴
ジャラオは1943年9月29日にウィスコンシン州マニトワックのマニトワック造船で起工した。1944年3月12日にオリヴァー・G・カーク夫人によって命名、進水し、1944年7月8日に艦長ジョセフ・B・アイセンハワー少佐（アナポリス1936年組）の指揮下就役する。
就役後7月の大半を訓練活動に費やしたジャラオは、7月26日にマニトワックからシカゴに向かい、同地で浮きドックに収められミシシッピ川を下ってニューオーリンズに向かう。1944年8月6日にニューオーリンズを出航し、パナマ運河を通過して1944年9月22日に真珠湾に到着し、追加訓練を受けた。

### 第1の哨戒 1944年10月 - 12月

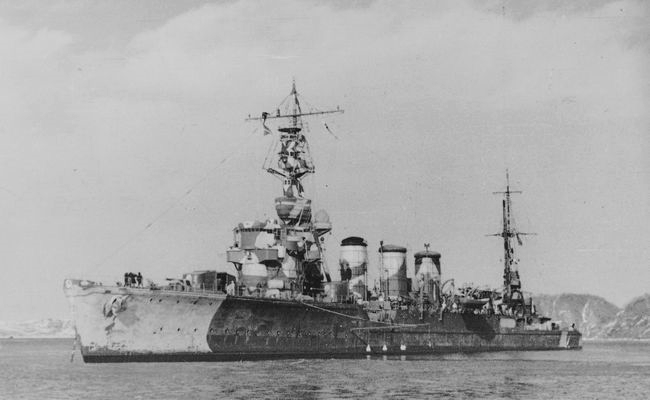
軽巡洋艦「多摩」（1942年）

10月9日、ジャラオは最初の哨戒でピンタド (USS Pintado, SS-387) 、アトゥル (USS Atule, SS-403) と共にウルフパック「クラーレイズ・クラッシャーズ Clarey's Crushers」を構成してルソン海峡方面に向かった。途中、「クラーレイズ・クラッシャーズ」は台湾の東方海上に向かうよう指令された。これは10月後半のレイテ沖海戦の間にフィリピンから日本への航路上で偵察位置を確保するのが目的だった。10月25日20時4分、ジャラオはレーダーで25,000メートルの位置に目標を探知し、ピンタドに報告した。この目標は、小沢治三郎中将率いる機動部隊の一艦で、海戦で損傷を受けた軽巡洋艦多摩だった。ジャラオは多摩に接近し、攻撃位置に付いた。23時1分、ジャラオは多摩に向けて艦首発射管から魚雷を3本発射。艦首発射管のうち1つは故障していて使えなかった。この攻撃は首尾よく行かなかったので、ジャラオは反転して艦尾発射管から魚雷を3本発射。魚雷はすべて命中し多摩は2つに折れて沈没していった。ジャラオはその後11月28日まで哨戒を続けた。12月10日、ジャラオは61日間の行動を終えてマジュロに帰投した。

### 第2、第3、第4の哨戒 1945年1月 - 9月
1945年1月6日、ジャラオは2回目の哨戒で東シナ海および黄海方面に向かった。この頃になると日本船団は激減し、この哨戒でジャラオは目標をほとんど発見することができなかったが、3月5日に輸送船団と遭遇、これに攻撃を行った。戦闘中に敵護衛艦がジャラオへの体当たりを試み、潜望鏡が破損した。その2日後にジャラオは哨区を去った。3月26日、ジャラオは65日間の行動を終えてミッドウェー島に帰投した。
4月20日、ジャラオは3回目の哨戒で日本近海に向かった。その途次、ジャラオは南鳥島沖での救助任務を命じられ同海域を哨戒した。5月9日に同島北方海域で、救命筏に乗る5名を沿岸砲台よりの砲撃にもかかわらず救助し、5月12日に彼らをサイパン島に送り届けた。その後出港し日本本土沖で哨戒を再開。B-29などアメリカ軍爆撃機の救助任務に当たった。6月13日、ジャラオは55日間の行動を終えて真珠湾に帰投。グアムに回航されて訓練を行った。
7月31日、ジャラオは4回目の哨戒で日本海に向かった。8月11日夜、ジャラオは北緯38度03分 東経133度12分 / 北緯38.050度 東経133.200度の朝鮮半島江原道三渉北西海域で貨物船帝北丸（元フランス船ペルセー/帝国船舶、5,795トン）を撃沈した。8月15日に戦争は終了。9月9日、ジャラオは51日間の行動を終えてアプラ港に帰投。その後、9月28日にサンフランシスコに到着した。ジャラオはメア・アイランド海軍造船所で1946年9月30日に退役し、太平洋予備役艦隊入りした。
ジャラオは第二次世界大戦の戦功で4個の従軍星章を受章した。

### 戦後
ジャラオは1953年7月に母港をニューロンドンに変更し、 GUPPY IIA 改修が行われた。同改修により船体は流線型化し、シュノーケルおよび新型の電子機材が装備された。1953年12月4日に艦長J・W・マーサー少佐の指揮下再就役し、サンディエゴでの整調後ジャラオは4月12日に出航、パナマ運河を経由してバージニア州ノーフォークに向かった。
ジャラオは第6潜水戦隊に合流し、1954年を通してノバスコシア州ハリファックスを拠点としてアメリカおよびカナダ軍の対潜水艦部隊と共に訓練を行った。1955年1月から2月にかけてカリブ海での艦隊演習に参加し、3月4日にノーフォークに帰還した。
1955年7月、ジャラオの母港は再びニューロンドンへ変更された。8月7日にイギリス海軍の潜水艦オルダニー (HMS Alderney, P416) と共に出航し、合同演習「New Broom IV」に参加する。この演習に続いてジャラオは第6艦隊と合流し、1955年11月9日に地中海に向けて出航した。数ヶ月の活動後、イタリア海軍艦艇の訓練を支援し、艦隊演習に参加、1956年1月半ばに帰国の途に就いた。ジャラオはスエズ運河を通過し、アフリカ東部および南部の国々を訪問、南大西洋を横断しウルグアイおよびブラジルの駆逐艦と演習を行った。ジャラオは4月16日にニューロンドンに帰還した。
最新型の電子機材を装備した後、ジャラオは1957年1月に作戦活動を再開する。2月の大半をカリブ海における統合艦隊演習および沿岸での対潜水艦戦演習に費やし、7月後半にボストンに到着、士官候補生の短期訓練巡航を行う。9月から10月にかけて北大西洋でNATOの演習に参加し、ジャラオは大西洋における連合国海軍の強化を支援した。ジャラオは1957年10月24日にニューロンドンに帰還した。
1958年の大半は大西洋岸での訓練演習に費やされ、9月には北大西洋での統合対潜水艦戦演習に参加した。1959年は大半を機材開発任務およびニューロンドンの潜水艦学校での訓練任務に費やす。
ジャラオは1960年1月20日にカリブ海での演習に向けて出航し、2月19日に帰還した。同年後半はバミューダ沖での訓練に費やす。1961年1月9日から3月24日までスコットランド沖での特別訓練任務に従事し、夏はハリファックス沖でカナダ軍艦艇との訓練を行う。その後はニューロンドン沖で活動した。
ジャラオは1962年1月2日に出航、2度目の地中海巡航を行う。第6艦隊との演習は5月7日まで行われた。同年の残り4ヶ月はフィラデルフィア海軍造船所での修理および近代化改修に費やされる。1963年から64年にかけてカリブ海での訓練巡航、潜水艦学校の訓練、機材開発任務に従事した。
1965年1月3日、ジャラオは4ヶ月間の第6艦隊配備に出向した。5月1日にニューロンドンに帰還し潜水艦戦術訓練および潜水艦学校での訓練任務に就く。ジャラオは大西洋沿岸およびカリブ海での作戦活動を1967年まで継続した。

### スペイン海軍で
ジャラオは1974年6月26日に退役、同日除籍され相互防衛援助計画の下スペイン海軍に移管された。スペイン海軍では同国の潜水艦パイオニアであるナルシス・ムントリオルに因んで、ナルシス・ムントリオル (SPS Narciso Monturiol, S-35) と命名され就役した。
ナルシソ・ムントリオルは1984年12月12日に退役し、翌1985年にカルタヘナで海没処分された。